# Bandera Reganosa
La Bandera Reganosa (Bandeira Reganosa en gallego) es una competición anual de remo, concretamente de traineras, que en categoría masculina se celebró entre los años 2011 y 2017 y en categoría femenina se disputa desde 2018, en Mugardos (La Coruña) organizada por el Club de Mar Mugardos y patrocinada Reganosa, empresa de almacenamiento y distribución de gas natural licuado.

## Historia
Esta prueba se disputa en la Ría de Ferrol y formó parte del calendario de la Liga LGT grupos A o B, dependiendo de en cual de ellos bogase la trainera de Mugardos organizadora de la prueba, y de la Liga LGT femenina ya que dichas competiciones exigen a los clubes que participan en ellas la organización de al menos una regata.
Desde el año 2011 y hasta el 2017, se disputó solo en categoría masculina. A partir de la temporada 2018 pasó a disputarse en modalidad femenina. No se celebró la edición del año 2020 por las restricciones debidas a la pandemia de COVID-19.
La boya de salida y meta se sitúa al norte del puerto de la localidad con las calles dispuestas en dirección nordeste, pasando el Cabo Leiras. La prueba se realiza por el sistema de tandas por calles, a seis largos y cuatro ciabogas con un recorrido de 3 millas náuticas que equivalen a 5556 metros.

## Categoría masculina

### Historial
| Edición | Año  | Ganador      | Segundo  | Tercero      |
| ------- | ---- | ------------ | -------- | ------------ |
| I       | 2011 | Amegrove     | Vilaxoán | Chapela      |
| II      | 2012 | Chapela      | Amegrove | Samertolameu |
| III     | 2013 | Samertolameu | Chapela  | Amegrove     |
| IV      | 2014 | Samertolameu | Amegrove | Mugardos     |
| V       | 2015 | Amegrove     | Ares     | Mugardos     |
| VI      | 2016 | Samertolameu | Ares     | Puebla       |
| VII     | 2017 | Mera         | Mugardos | Muros        |

### Palmarés
| Victorias | Club         | Años             |
| --------- | ------------ | ---------------- |
| 3         | Samertolameu | 2013, 2014, 2016 |
| 2         | Amegrove     | 2011, 2015       |
| 1         | Chapela      | 2012             |
| 1         | Mera         | 2017             |

## Categoría femenina

### Historial
| Edición | Año  | Ganadora     | Segunda       | Tercera      |
| ------- | ---- | ------------ | ------------- | ------------ |
| I       | 2018 | Riveira      | Puebla - Cabo | Perillo      |
| II      | 2019 | Mecos        | Cabo de Cruz  | Tirán        |
| 2020    | 2020 | no disputada | no disputada  | no disputada |
| III     | 2021 | Chapela      | Perillo       | Riveira      |
| IV      | 2022 | Mugardos     | Chapela       | Rianxo       |

### Palmarés
| Victorias | Club    | Años |
| --------- | ------- | ---- |
| 1         | Riveira | 2018 |
| Mecos     | 2019    |      |
| Chapela   | 2021    |      |
| Mugardos  | 2022    |      |